# Frits Bührman
Frederik Cornelis (Frits) Bührman (Purmerend, 27 augustus 1904 – Amsterdam, 5 februari 1930) was een Nederlandse atleet, die zich had toegelegd op het hoogspringen. Op dit nummer werd hij eenmaal Nederlands kampioen, was hij nationaal recordhouder en nam hij deel aan de Olympische Spelen.

## Loopbaan
Bührman was student en lid van het Amersfoortse Excelsior toen hij in 1926 in Maastricht het Nederlandse record, dat sinds 1919 op 1,80 m stond, verbeterde tot 1,81. Dit record zou vijf jaar overeind blijven.
In 1928 werd Frits Bührman uitgezonden naar de Olympische Spelen in Amsterdam. Hij werd op zijn specialiteit in zijn serie derde met een hoogte van 1,70, wat niet voldoende was om door te gaan naar de finale. Ook zijn landgenoten Henri Thesingh en Joop Kamstra sneuvelden in de kwalificatieronde met respectievelijk 1,77 en 1,70.
Een jaar later veroverde Bührman zijn eerste nationale titel met een sprong over 1,80. Het zou bij deze ene titel blijven. Op 5 februari 1930 overleed hij aan de gevolgen van een verkeersongeval.

## Nederlandse kampioenschappen
| Onderdeel    | Jaar |
| ------------ | ---- |
| hoogspringen | 1929 |

## Persoonlijk record
| Onderdeel    | Prestatie      | Datum        | Plaats     |
| ------------ | -------------- | ------------ | ---------- |
| hoogspringen | 1,81 m (ex-NR) | 18 juli 1926 | Maastricht |

## Palmares

### hoogspringen
- 1928: 3e in serie OS - 1,70 m
- 1929:  NK - 1,80 m